# Buccinum undatum
Buccinum undatum (denominada, em inglês, edible European whelk, buckie, buckie whelk, common whelk, common northern whelk, common northern Buccinum ou waved whelk; em português, búzio ou bucino; em castelhano, bocina; em francês, comteux, bulot, buccin ondé, buccin commun e buccin; em italiano, buccino comune; em alemão, wellhornschnecke; em neerlandês, wulk ou kinkhoorn; em finlandês, kuningaskotilo; em norueguês bokmål, kongsnegl; em norueguês nynorsk, kongsnigel; em sueco, valthornssnäcka; em turco, salyangoz) é uma espécie de molusco gastrópode marinho-litorâneo do norte do oceano Atlântico, pertencente à família Buccinidae da ordem Neogastropoda; sendo classificada por Carolus Linnaeus em 1758, na obra Systema Naturae; considerada a espécie-tipo do gênero Buccinum. Trata-se de uma espécie utilizada na alimentação humana desde a pré-história, colhida na Europa e no Canadá, costa leste da América do Norte, para isca e consumo humano por décadas; posteriormente também pescada nos Estados Unidos. Está presente no território português, incluindo a zona económica exclusiva.

## Descrição da concha e hábitos
Concha oval espessa com espiral alta e volta corporal inchada, ocupando 70% de seu comprimento, variável em formato e ornamentação; com voltas bem visíveis e com até 10 centímetros, quando desenvolvida. Geralmente ela tem estrias espiraladas baixas e cruzadas por cristas de crescimento onduladas e verticais, por vezes com grossas dobras oblíquas; com interior e columela lisos e brancos, de abertura larga e amplamente oval, possuindo lábio externo um pouco engrossado. Canal sifonal curto. Coloração creme, castanho-amarelada ou acinzentada, às vezes com faixas mais escuras nas fronteiras de sua espiral (sutura) e no meio de sua volta corporal; coberta por um perióstraco esverdeado quando recém coletada. Alguns raros espécimes são dotados de espiral sinistrogira, cuja abertura se encontra voltada para a esquerda quando avistada. Opérculo córneo, plano e estriado; auxiliando o molusco a reter água durante os períodos de estiagem.

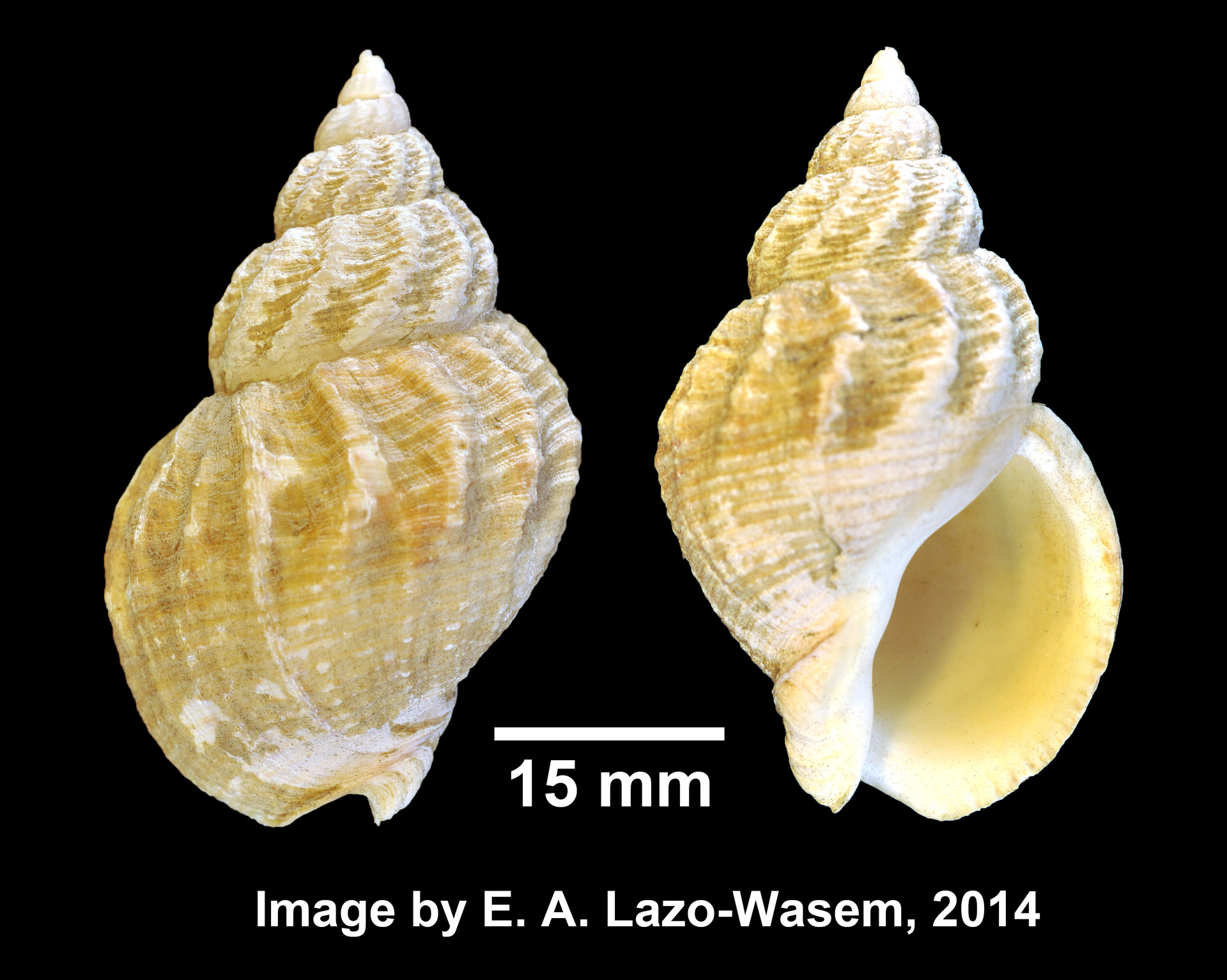
Duas vistas da concha de B. undatum Linnaeus, 1758; espécime proveniente de Cabo Cod, Estados Unidos; podendo ser visíveis suas dobras oblíquas, não presentes em todos os indivíduos.

É encontrada em águas rasas da zona entremarés e principalmente zona nerítica, até os 1200 metros de profundidade, em costas de habitats arenosos, lamacentos ou rochosos; também presente em ambientes de água salobra. Sua concha pode ser coberta por epibiontes como esponjas, hidrozoários ou anêmonas, além de poder conter caranguejos-ermitão em seu interior. Suas massas de ovos, grandes, arredondados e esponjosos, são frequentemente levadas para as praias, cada célula oca sendo um invólucro individual; no passado os marinheiros as usavam como sabão e as chamavam de "o sabão marinho". Os animais da família Buccinidae são carnívoros-detritívoros.

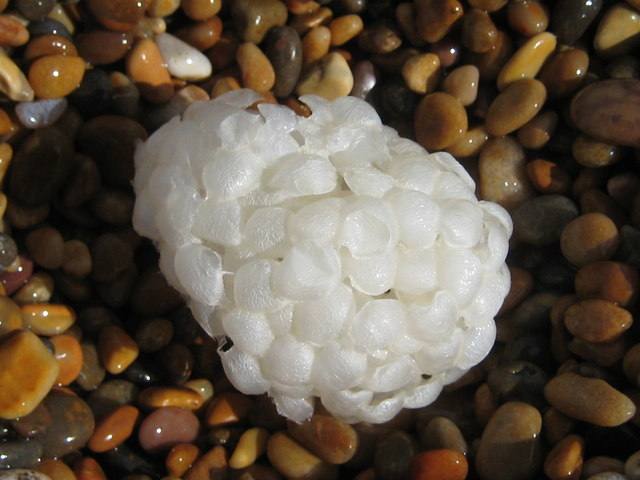
Massa de ovos de B. undatum Linnaeus, 1758 fotografada em Dorset, sul da Inglaterra.

## Distribuição geográfica
Buccinum undatum ocorre na Europa Ocidental e leste da América do Norte; comum no canal da Mancha, Ilhas Britânicas, mar do Norte, mar de Wadden, mar Báltico Ocidental e golfo de São Lourenço até o nordeste dos Estados Unidos.